# Myrmarachne mcgregori
Myrmarachne mcgregori là một loài nhện trong họ Salticidae.
Loài này thuộc chi Myrmarachne. Myrmarachne mcgregori được Richard C. Banks miêu tả năm 1930.